# Mizquedelphys
Mizquedelphys pilpinensis es una especie extinta de marsupial didelfimorfo de la familia Didelphidae, subfamilia Didelphinae. Sus restos fósiles, datados en el Paleoceno, proceden de Tiupampa Bolivia.